# Ipomoea polymorpha
Ipomoea polymorpha är en vindeväxtart som beskrevs av Roemer och Schultes. Ipomoea polymorpha ingår i släktet praktvindor, och familjen vindeväxter. Inga underarter finns listade i Catalogue of Life.